# Xã New Hartford, Quận Winona, Minnesota
Xã New Hartford (tiếng Anh: New Hartford Township) là một xã thuộc quận Winona, tiểu bang Minnesota, Hoa Kỳ. Năm 2010, dân số của xã này là 890 người.